# Lindernia minuta
Lindernia minuta é uma espécie botânica do gênero Lindernia pertencente à família Linderniaceae.